# Emma de Cartosio
Emma de Cartosio est une écrivaine argentine francophone, poétesse, conteuse, essayiste et enseignante, née en 1928 à Concepción del Uruguay, Entre Ríos, Argentine et morte le 25 octobre 2013.

## Biographie
Elle fait ses études en philosophie et sciences de l'éducation à l'université nationale de La Plata, Universidad Nacional de La Plata, à Buenos Aires, Argentine.
En 1963, elle fut boursière pour l'Institut de culture hispanique de Madrid, où elle étudie la poésie contemporaine espagnole. Sur ce sujet, Cartosio publiera plusieurs articles dans les principaux journaux d'Espagne et d'Argentine. Elle fut collaboratrice des plusieurs revues spécialisées en littérature espagnole et latino-américaine. En 1965 et en 1969, elle réside à Paris, et un mois tous les ans, depuis lors. 
Comme conférencière, elle a abordé la littérature en général et la poésie en particulier, elle l'a fait en France, dans des pays latino-américains, surtout dans toute l'Argentine.
Elle a voyagé en Europe, en Afrique et au Moyen-Orient ainsi que dans de nombreux pays de l'Amérique latine. Sur ses voyages elle a écrit des chroniques pour les journaux Argentins, pour La Nacion, par exemple. 
Écrivaine en langue espagnole mais aussi en français, elle a publié chez Nathan (édition) un recueil de contes du folklore indien, des gauchos et des récits historiques d'Argentine.

## Prix
- Faja de Honor de la SADE, Société argentine d’écrivains, Argentine, 1948.
- Fondo Nacional de las Artes, Argentine, 1962.
- Premio Accessit Leopoldo Panero, Espagne, 1967.
- Fondo Nacional de las Artes, Argentine, 1968.
- Pluma de Plata, Pen Club Internacional de Buenos Aires, Argentine, 1980.
- La Fleur de Laure, Fontaine-de-Vaucluse, France, 1980.
- Premio Dupuytren, Argentine, 1980.
- Faja de Honor de la Sade (Sociedad Argentina de Escritores), Argentine, 1993.
- Premio Trayectoria, Gente de Letras de Buenos Aires, Argentine, 2000.

## Œuvres publiées
- Madura soledad, 1948.
- Antes de tiempo, 1950.
- Cuentos del ángel que bien guarda, 1958.
- El Arenal perdido, 1958.
- Elegías analfabetas, 1960.
- Tonticanciones para Grillito, 1962.
- La Lenta mirada, 1964.
- En La Luz de París, 1967.
- Cuando el sol selle las bocas, 1968.
- Contes et récits de la Pampa, 1971.
- Cuentos para la niña del retrato, 1973.
- Cuentos del perdido camino, 1976.
- Automarginada, 1980.
- Allá Tiempo y hace lejos, 1993.